# Pazyryk

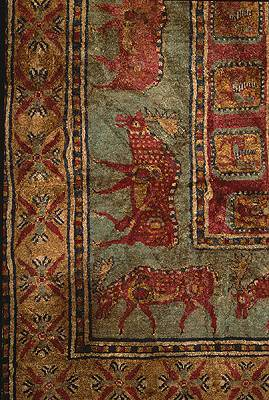
Pazyrykmattan finns att beskåda på Eremitaget i Sankt Petersburg, Ryssland.

Pazyryk är en ort i Altajbergen. Den är också en benämning på de sakiska (iransktalande) nomader och hästfolk som en gång bodde i området. Fem större och nio mindre gravhögar i Altajdalen i Kazakstan har undersökts. De arkeologiska fynden är från århundraden strax före vår tideräknings början.
Bland fynden kan nämnas Pazyrykmattan, som anses vara den äldsta bevarade handknutna mattan, och en balsamerad man med tatueringar.